# 士嘉堡中心站
士嘉堡中心站是一座已停用的多倫多地鐵士嘉堡輕鐵車站，坐落加拿大安大略省多倫多士嘉堡冰梨道和麥高雲道之間的艾斯美道路段，鄰近士嘉堡購物中心（Scarborough Town Centre）及士嘉堡市政中心，於1985年3月22日聯同該線其他車站一起開幕，運作至2023年7月24日該線關閉為止。
隨著士嘉堡輕鐵車隊的壽命接近終結，多倫多公車局（TTC）於2021年提議在2023年停運該線並以巴士服務取代之，直至布魯亞－丹佛線延線開通為止。士嘉堡輕鐵於2023年7月24日出現脫軌事故後，該線較原定提早四個月停運，士嘉堡中心站亦隨之關閉。布魯亞－丹佛線延線將於原有士嘉堡中心站以東500（1,600英尺），現麥高雲站以北設置一座新的士嘉堡中心站，暫定2030年啓用。
此站的士嘉堡輕鐵相關設施雖已停用，但與其相連的TTC巴士站則繼續運作。下列TTC巴士線在此停靠：
- 9號貝拉美巴士線（Bellamy）
- 16號麥高雲巴士線（McCowan）
- 21號冰梨巴士線（Brimley）
- 38號海倫溪巴士線（Highland Creek）
- 43號堅尼地巴士線（Kennedy）
- 129號北麥高雲巴士線（McCowan North）
- 130號密都菲巴士線（Middlefield）
- 131號訥傑巴士線（Nugget）
- 132號米拿巴士線（Milner）
- 133號尼信巴士線（Neilson）
- 134號進德路巴士線（Progress）
- 169號亨廷活巴士線（Huntingwood）
- 190號士嘉堡中心火箭巴士線（Scarborough Centre Rocket）
- 199號芬治火箭巴士線（Finch Rocket）

此外，杜林區公車局的920號巴士線亦從2023年9月起停靠此處。

## 外部連結
- 维基共享资源上的相關多媒體資源：士嘉堡中心站
- （英文）TTC Scarborough Centre Station （页面存档备份，存于）－多倫多公車局網站 士嘉堡中心站頁面